# Баф (одећа)
Баф (на енглеском Buff) је врста одеће попут мараме која се користи као заштита при бављењу спортом на отвореном. Име је добила по фирми која их је почела правити па се од тада сваки тип мараме оваквог облика назива овим именом. Ипак право на име има компаније која их је створила, Buff S.A., основана 1992. године која долази из Игуалада, близу Барселоне у Каталонији, Шпанија.
Баф је дизајнирао Жуан Рохас 1991. године као заштиту од ветра приликом вожње мотоцикла. То је марама облика цеви од микрофибер тканине која се може обликовати по жељи. Може се носити као капа, шал, трака за главу, бандана, маска за лице, као марама у пиратском или сахара стилу. Често је носе рекреативни тркачи током зиме као маску преко уста и носа како би се заштитили од директног удисања хладног ваздуха. Она је довољно танка да приликом дубљег удаха не смета при дисању а брзо се суши, јер се приликом дисања због кондензације лако овлажи.
- Савијени баф са логоом произвођача
- Баф ношен око руке